# Сьомий джин
«Сьомий джин» — радянський телефільм 1976 року, знятий режисером Мухтаром Агою-Мірзаєвим на кіностудії «Узбекфільм».

## Сюжет
Телефільм. У якомусь ханстві жили сім джинів. Шість — злих, а один — добрий. Добрий джин, попри підступи злих, допоміг гончареві Набі обдурити хана, щоб дати воду для зрошення земель бідняків.

## У ролях
- Саїб Ходжаєв — Хан
- Бахтієр Іхтіяров — Бахадир-Рустам-Дільшад ібн Садик, сьомий джин
- Ісамат Ергашев — гончар Набі
- Якуб Ахмедов — головний джин
- Кудрат Ходжаєв — Хасанбек, наближений хана (візир)
- Меліс Абзалов — п'ятий джин
- Раджаб Адашев — злодій Балта
- Вахід Кадиров — жадібний торговець
- Тамара Шакірова — принцеса Фіруза, дочка хана
- Фаріда Мумінова — Гульбахор, закохана в гончара Набі
- Ергаш Карімов — збирач податків
- Рауф Балтаєв — придворний хана
- Марк Рубінштейн — старий джин
- Георгій Строков — Магруф ібн Хасан, джин-писар
- Володимир Лапін — джин
- Джамал Хашимов — п'ятий джин
- Анвара Алімова — мати гончаря Набі
- Хабіб Наріманов — водонос, батько дівчини Гульбахор
- Вахаб Абдуллаєв — придворний хана
- Т. Ісламов — придворний хана
- Турсун Махмудов — епізод
- Шариф Кабулов — сусід гончара Набі
- Айбарчин Бакірова — глава варти принцеси
- Хусан Абдуллаєв — стражник
- Марух Шаріпов — епізод
- Муллабек Мірзабеков — «злодій»
- Шералі Пулатов — придворний хана
- Рошель Мордухаєв — придворний хана

## Знімальна група
- Режисер — Мухтар Ага-Мірзаєв
- Сценарист — Леонард Бабаханов
- Оператор — Машкур Мухамедов
- Композитор — Анатолій Кальварський
- Художник — Анатолій Шибаєв